# Theridion acutitarse
Theridion acutitarse là một loài nhện trong họ Theridiidae.
Loài này thuộc chi Theridion. Theridion acutitarse được Eugène Simon miêu tả năm 1900.